# Jordi Bonet i Godó

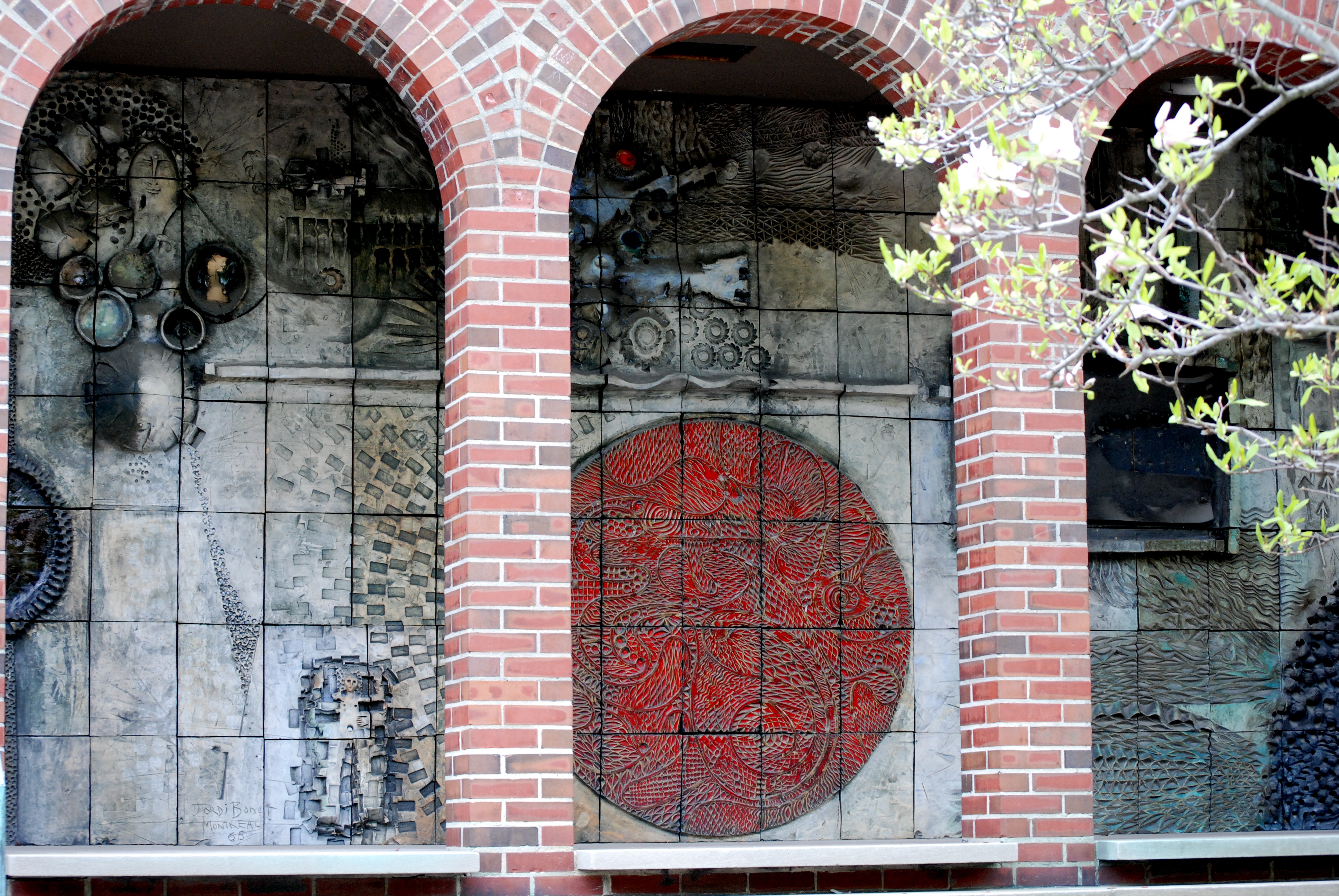
Mural cerámico en la Universidad de Chicago.

Jordi Bonet i Godó (Barcelona, 7 de mayo de 1932 - Montreal, 25 de diciembre de 1979) fue un ceramista, escultor y pintor español establecido en Quebec (Canadá).

## Biografía
Jordi Bonet nació en Barcelona en 1932, en una familia de antigua tradición cultural. Su niñez vino totalmente marcada por la guerra civil española. A los nueve años de edad, por un accidente, tuvo que sufrir la amputación de un brazo y eso le decantó a interesarse por las actividades artísticas. Estudió en la Real Academia Catalana de Bellas Artes de San Jorge, luego aprendió dibujo con Antoni Prats, en Roma, y coincidió con compañeros como Antoni Vila Arrufat y José Gudiol. En 1953 abrió su taller en la calle Calvet, de Barcelona. En ese mismo año participó en una exposición colectiva en el Círculo Maillol, en el Instituto Francés de Barcelona, conjuntamente con artistas de la talla de Tharrats, Tàpies o Cuixart. 
Se instaló en Quebec el año 1954 y año siguiente realizó una exposición en Trois-Rivières. A partir de este momento vino su consagración y comenzó a recibir encargos, tanto en Canadá como de otros lugares de Norteamérica o, incluso, el Arabia Saudita. Acabó acumulando tanto trabajo que necesitó una docena de colaboradores para hacer frente a los pedidos que le llegaban.
En 1966 es elegido miembro asociado de la Academia de las Artes de Canadá y miembro de la Asociación de Artistas Profesionales de Quebec. Ese mismo año, es nombrado profesor de arte de la Escuela de arquitectura de la Universidad de Montreal. 
En 1967, Jordi Bonet creó The Inuit Family, una rotonda que representa la vida en el norte de Terranova y Labrador, la obra se encuentra dentro de la entrada principal del Charles S. Curtis Memorial Hospital, Saint Anthony, Canadá.
Recibe el encargo en 1969, de la realización de la decoración del vestíbulo del Gran teatro de Quebec.
Casado con Huguette Bouchard, la felicidad se empezó a torcer dramáticamente cuando, en 1971 pierden uno de sus hijos, Stephan, que contaba con solo 10 años de edad. En 1973 le será diagnosticada una leucemia y una esperanza de vida de un mes. Jordi conseguirá luchar con la enfermedad durante seis años y morirá el 25 de diciembre de 1979 en Montreal, a la edad de 47 años.
Muy considerado en su país de adopción, en muchas poblaciones de Quebec tiene dedicadas calles, así como un puente en Mont-Saint-Hilaire.

## Obra

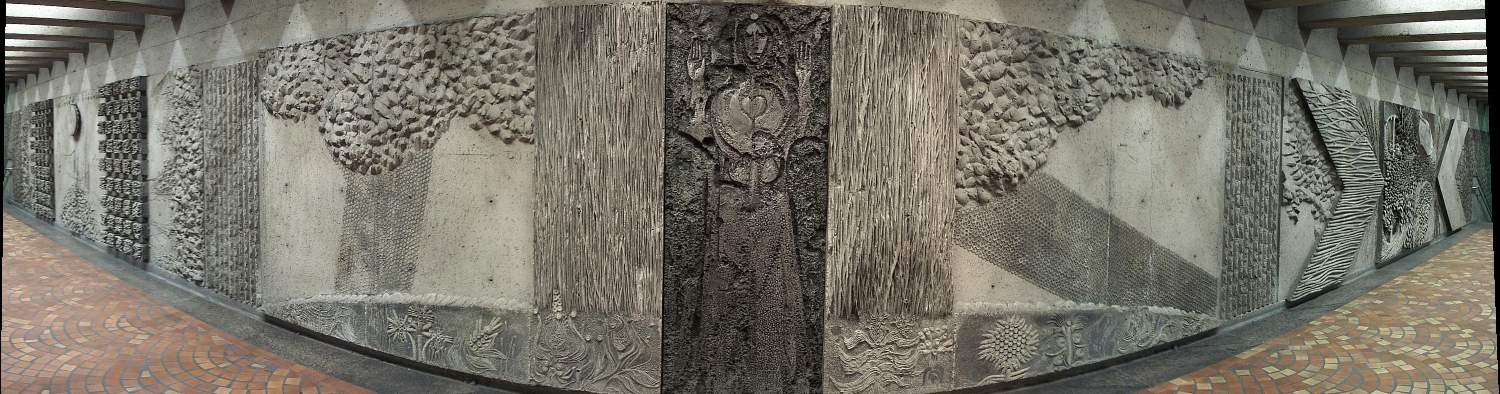
El mural Citius, Altius, Fortius en la estación del Metro de Montreal.

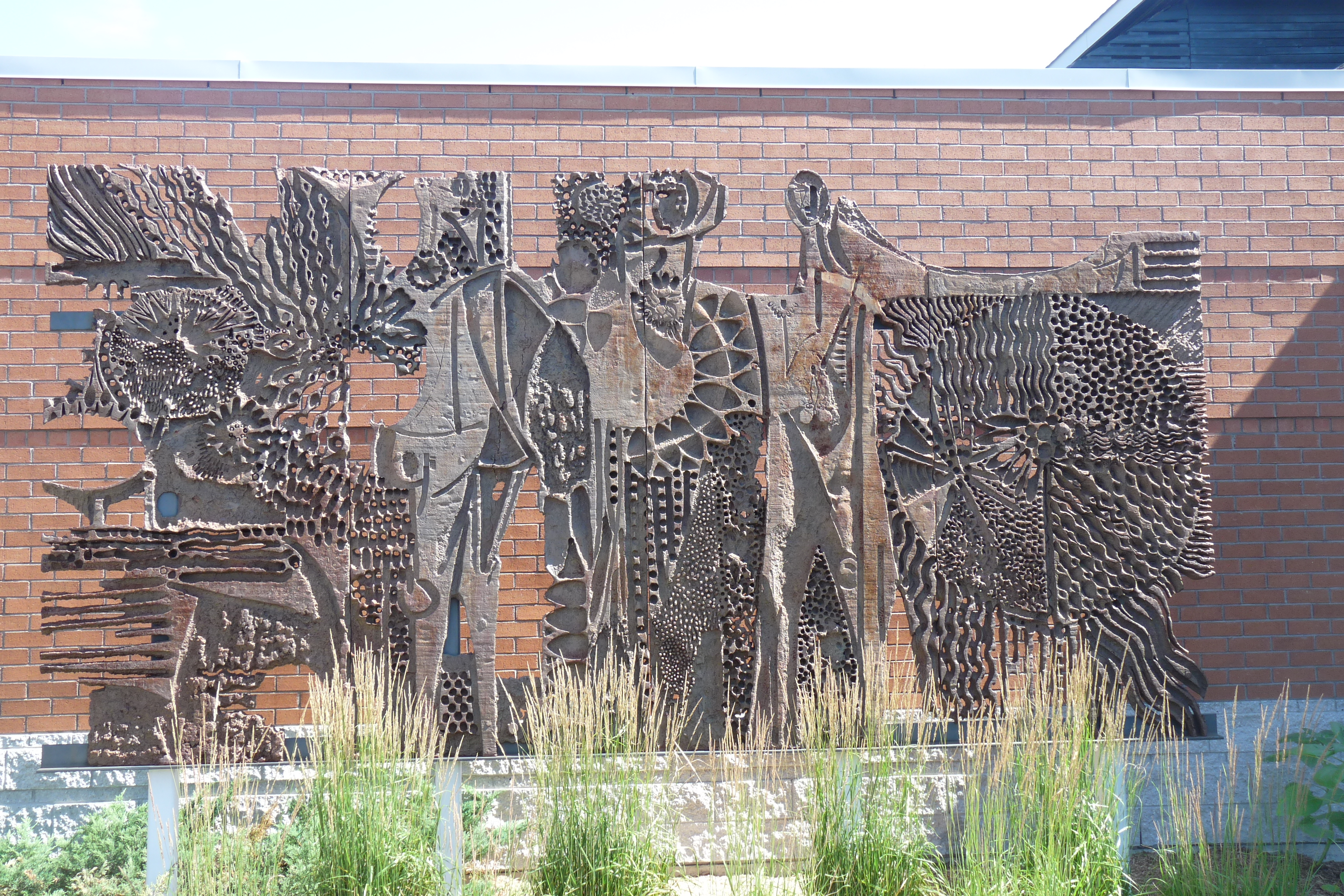
Les trois soleils en Mont-Saint-Hilaire.

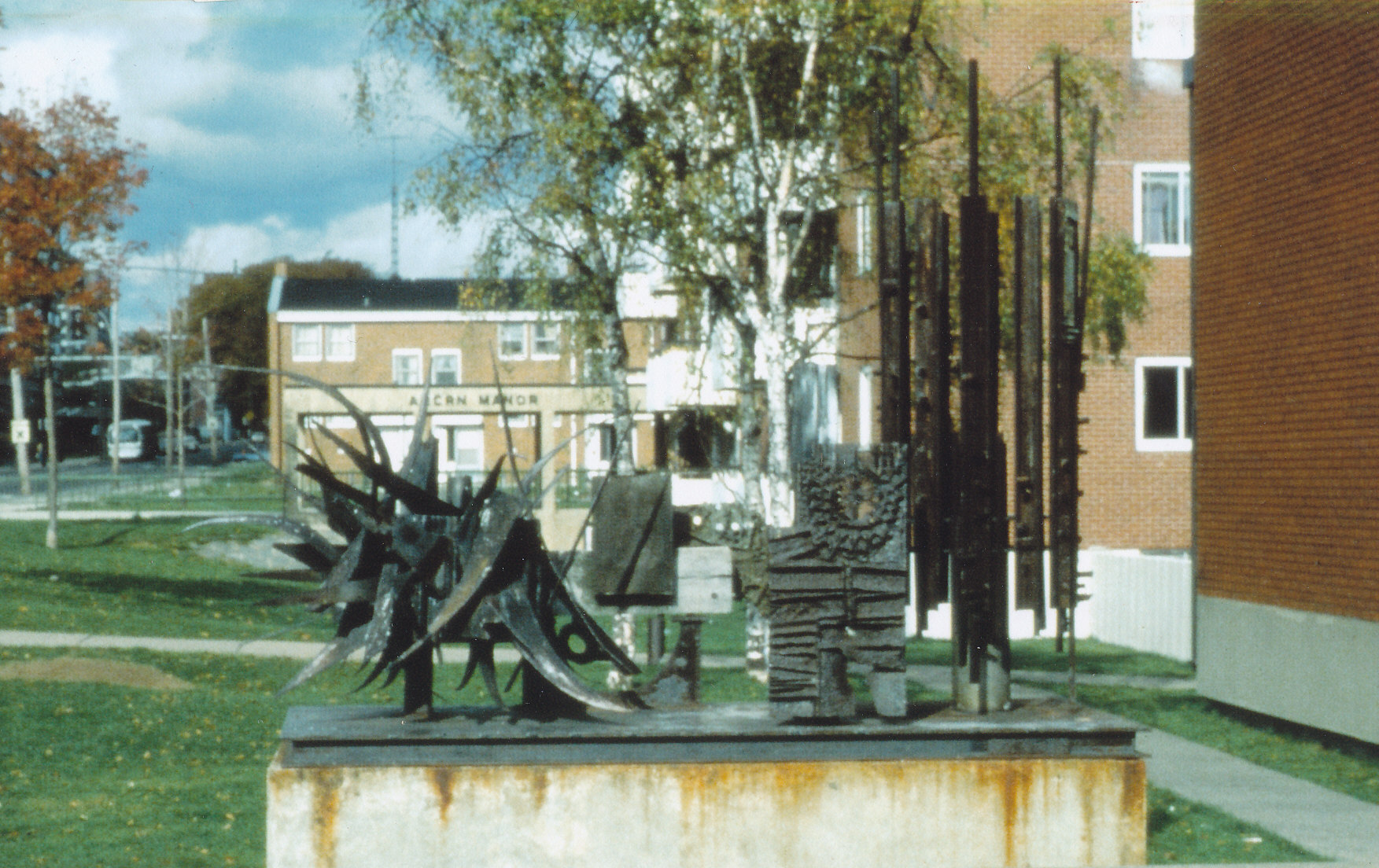
Halifax Explosion Memorial, en Halifax.

Tras una primera época hasta 1956, centrada en el dibujo y la pintura, comienza su dominio y producción en el soporte cerámico yendo desde pequeñas piezas hasta grandes murales. Con el tiempo fue incorporando nuevos materiales en su obra, como cemento y metal. A partir de 1969, instalado en Mont-Saint-Hilaire, comienza una época de madurez donde demuestra su destreza en el manejo de los materiales y en la confección de grandes obras murales y vitrales.
Muy interesado por el arte religioso y litúrgico, tiene una considerable producción en este campo. De parte de su tío, el arquitecto Lluís Bonet i Garí, había recibido una considerable formación en el arte religioso medieval. Con una curiosidad inagotable, Bonet se consideraba influenciado desde el románico de Taüll hasta Dalí, pasando por el gótico catalán, por Gaudí y por Picasso.
Jordi Bonet tuvo tiempo de producir una obra inmensa. Algunas de sus piezas más célebres son:
- Paneles cerámicos en el seminario de Metabetchouan, en Quebec.
- Mural en la North American Tower, en Toronto.
- Mural del Hospital Metropolitano de Filadelfia.
- Escultura mural Citius, Altius, Fortius en la estación del Metro de Montreal.
- Panel Composition sur cloison al Cégep del Vieux-Montreal en Montreal.
- Escultura Godo en el Museo de bellas artes de Montreal.
- Ocho esculturas murales de Homenaje a Gaudí en la Sala Wilfrid-Pelletier, Plaza de las Artes de Montreal.
- Escultura mural Obsession en la Sala Jordi-Bonet, Holiday Inn Montreal-Midtown en Ville-Marie, Montreal.
- Escultura mural en la École secondaire Antoine-de-Saint-Exupéry en Saint-Léonard, Montreal.
- Escultura mural en la Escuela Politécnica de Montreal, Universidad de Montreal.
- Escultura en el Centro cultural de Pierrefonds en Pierrefonds-Roxboro, Montreal.
- Esculturas litúrgicas en la iglesia de Saint-Jean-Marie-Vianney en Rosemont-La Petite-Patrie, Montreal.
- Consecuencias en el Pabellón Charles-De Koninck de la Universidad Laval en Quebec.
- Escultura mural La création, le pouvoir de la pensée en el Pabellón Le Caron del Colegio Édouard-Montpetit a Longueuil.
- Paneles cerámicos L'homme ante las sciences en el Pabellón Adrien-Pouliot de la Universidad Laval en Quebec.
- Illustration libro de Trois-Rivières en el Ayuntamiento de Trois-Rivières.
- Monumento a Dollard diciembre Ormeaux en el parque municipal de Carillon en Saint-André-d'Argenteuil (Laurentides)
- Les Nations en la Universidad Laval en Quebec.
- Esculturas murales en el Convento de las Ursulinas en Loretteville, en Quebec.
- Esculturas murales en la Sala Louis-Fréchette el Gran Teatro de Quebec, en Quebec.
- Esculturas y aparatos litúrgicos en la iglesia de la Précieux-Sangre en Repentigny (Lanaudière).
- Mural en el Ayuntamiento de Saint-Jean-sur-Richelieu.
- A mi padre Nedić en la Universidad Western Ontario, (Ontario).
- El Árbol de vie en el Palacio del príncipe heredero Fahd, a Jiddah (Arabia Saudí).
- Chemin de croix en la catedral de la Inmaculada Concepción, Edmundston (Nueva Brunswick).
- The Fathomless Richness of the Seabed a 1055 West Hastings, Vancouver.
- Resurgence a 1066 West Hastings, Vancouver.
- Mural en la Sonia Shankman Orthogenic School, Universidad de Chicago, Chicago.
- Nuevo paneles murales en el Pabellón de la asociación de estudiantes, Universidad de Alberta, Edmonton.
- Escultura en la Henry Lou Gehrig School de Nueva York.
- Vitrales y esculturas en la capilla Our Lady of the Sky en la Terminal 4 del Aeropuerto Internacional John F. Kennedy, Nueva York.
- Escultura en la William A. Morris School de Nueva York.
- Escultura mural en el Canadian Environmental Health Laboratory, en Ottawa.
- Dos puertas esculpidas en la Sala de conferencias del Centro Nacional de las Artes, en Ottawa.
- Escultura mural en el Charles S. Curtis Memorial Hospital, en St. Anthony (Terranova y Labrador)
- Esculturas murales sagradas en la Iglesia unida de St. Andrew s, en Sudbury (Ontario).
- Relevo a 845 Chilca Street, en Vancouver.
- Escultura Halifax Explosion Memorial, en Halifax (Nueva Escocia).

## Fotos

La familia Inuit 1967: Mural en la rotonda del Curtis Memorial Hospital, en el norte de Terranova y Labrador, Canadá
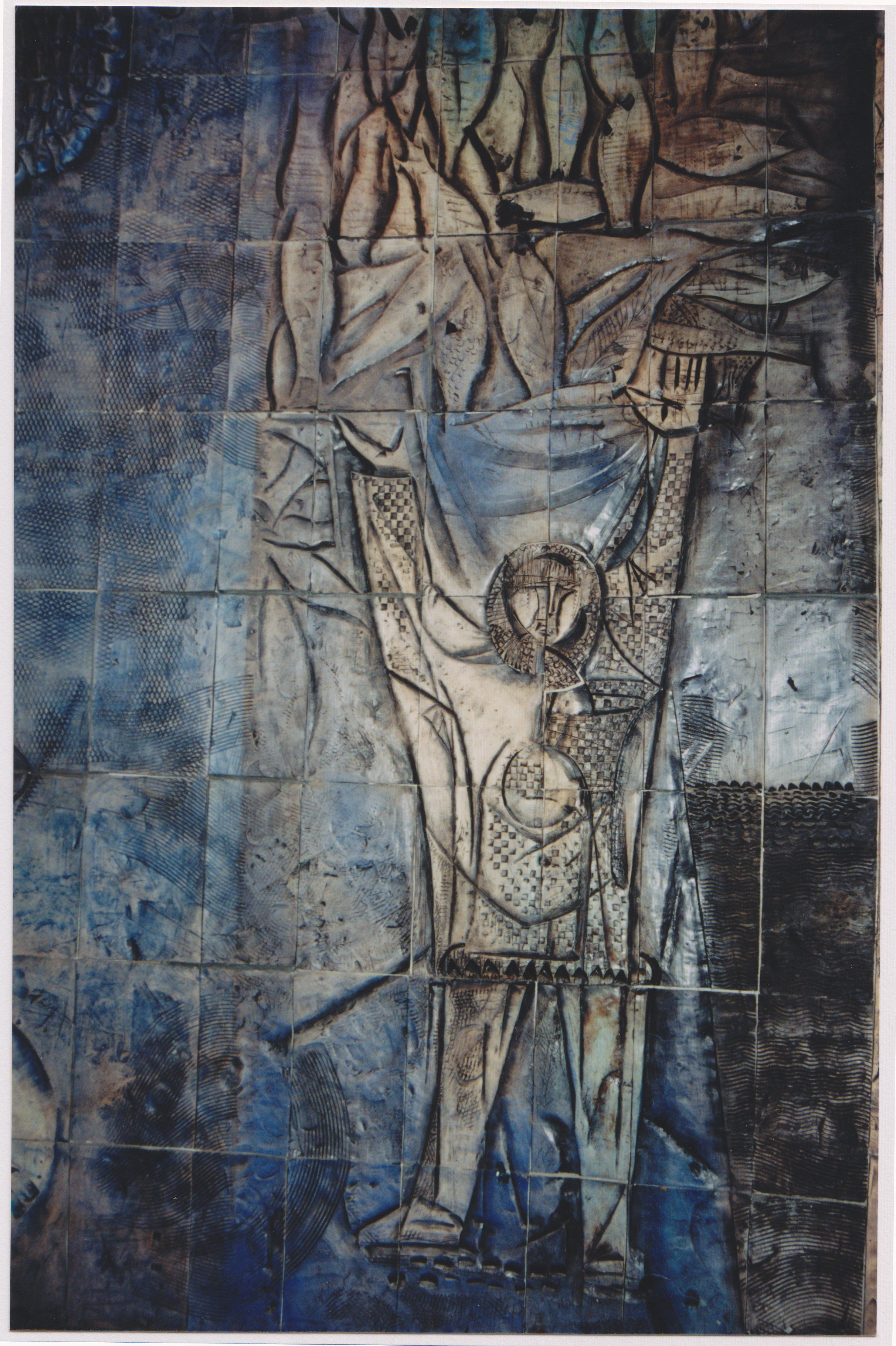
Pesca - Con los brazos extendidos hacia el cielo, un pescador de Terranova saluda la abundancia de bacalao
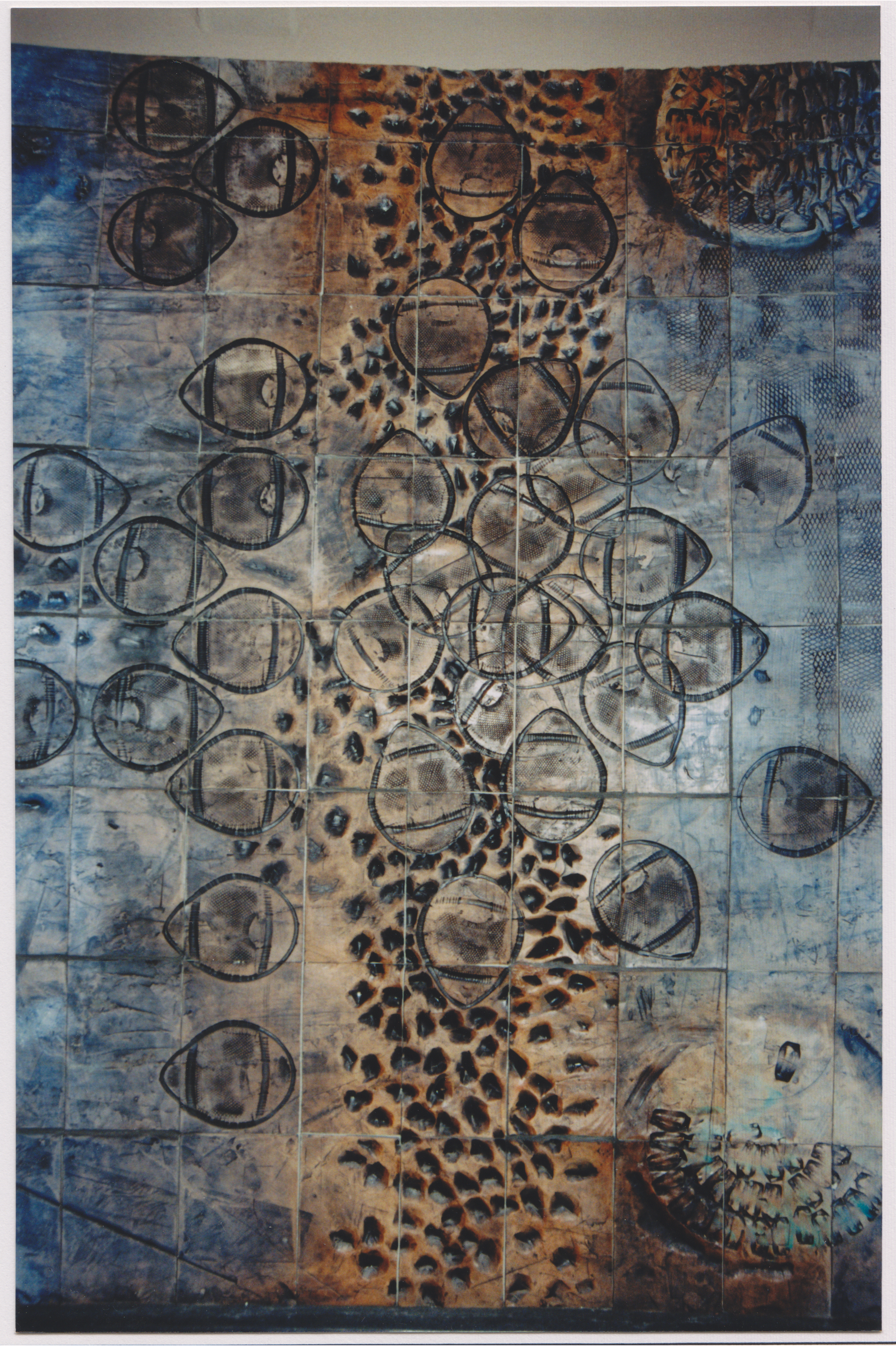
Caza: Los senderos con raquetas de nieve discurren a lo largo de una devastación de animales, representan la caza y la captura en Labrador
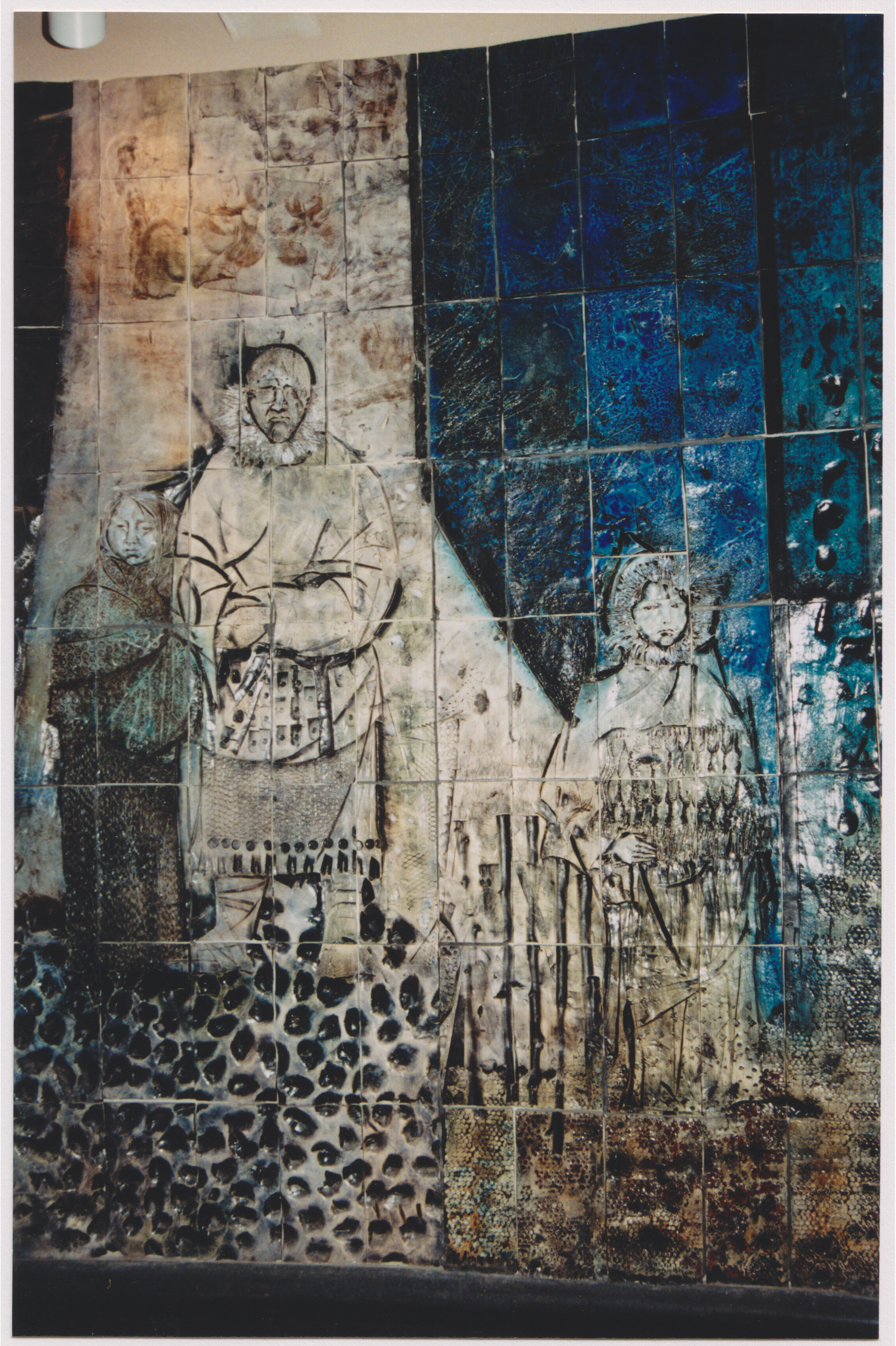
Mujer, hombre e hijo frente a la entrada de su tienda
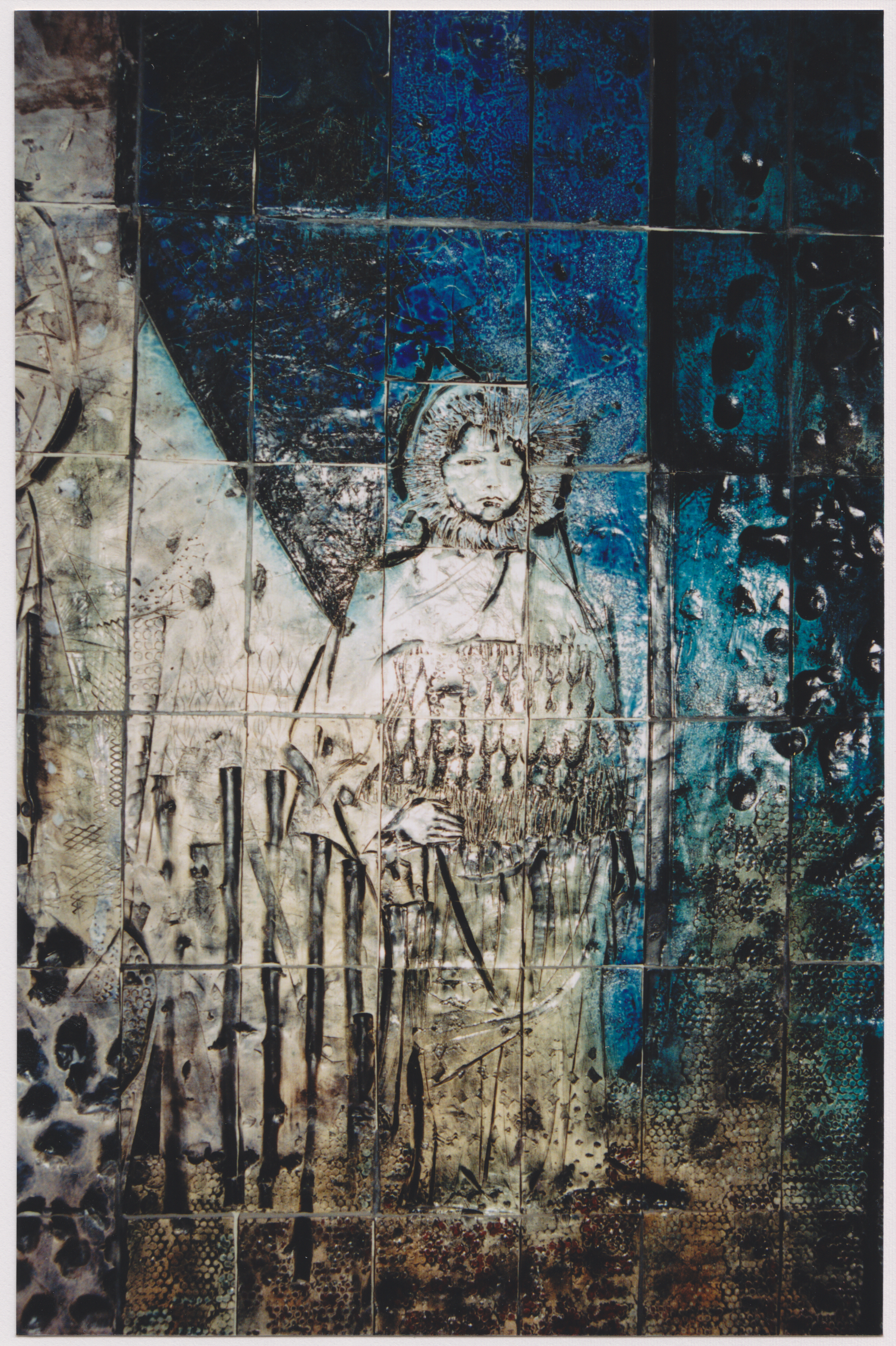
El rostro expresivo del niño sugiere que es un retrato
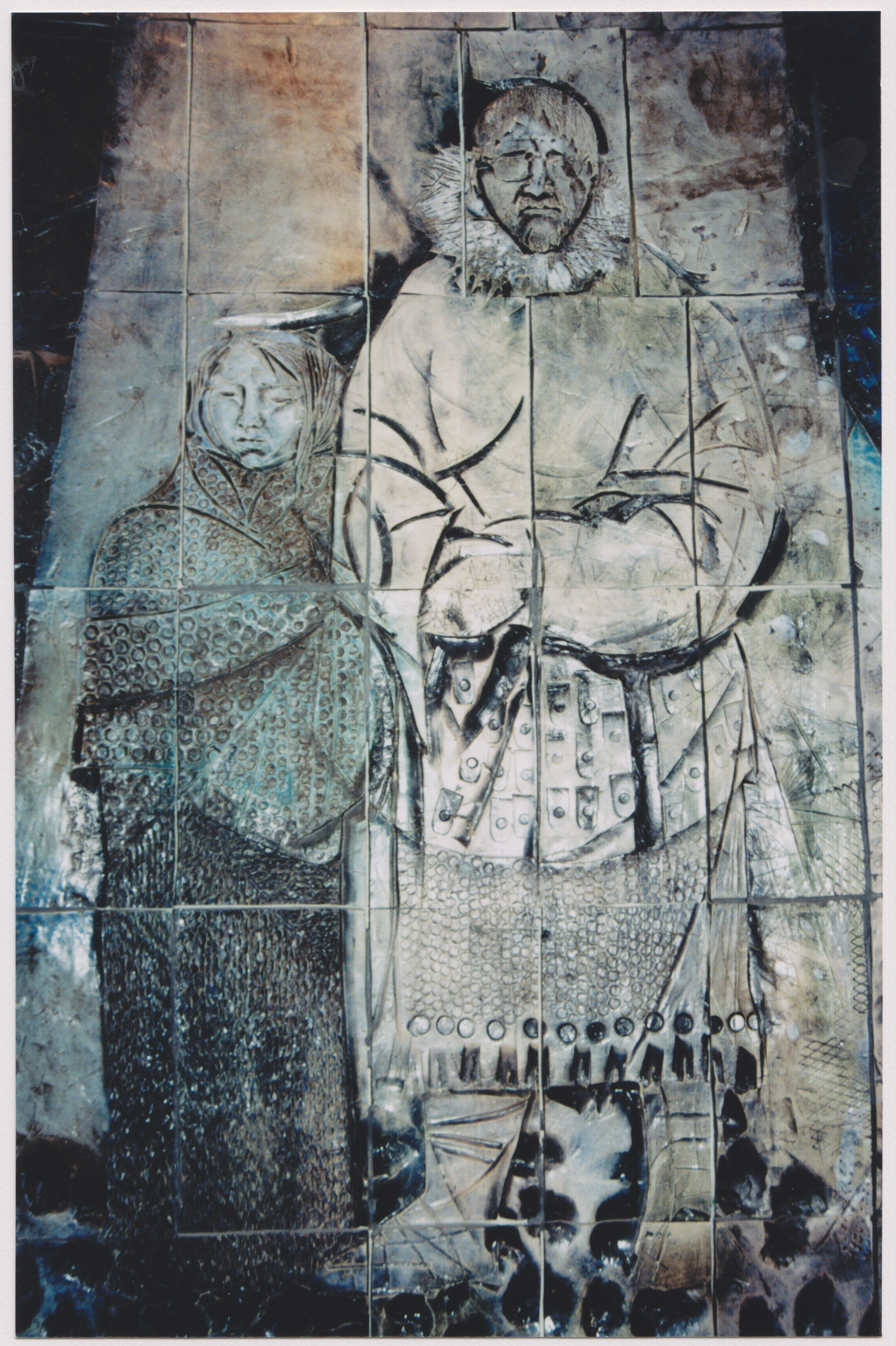
Estas personas visten ropa tradicional
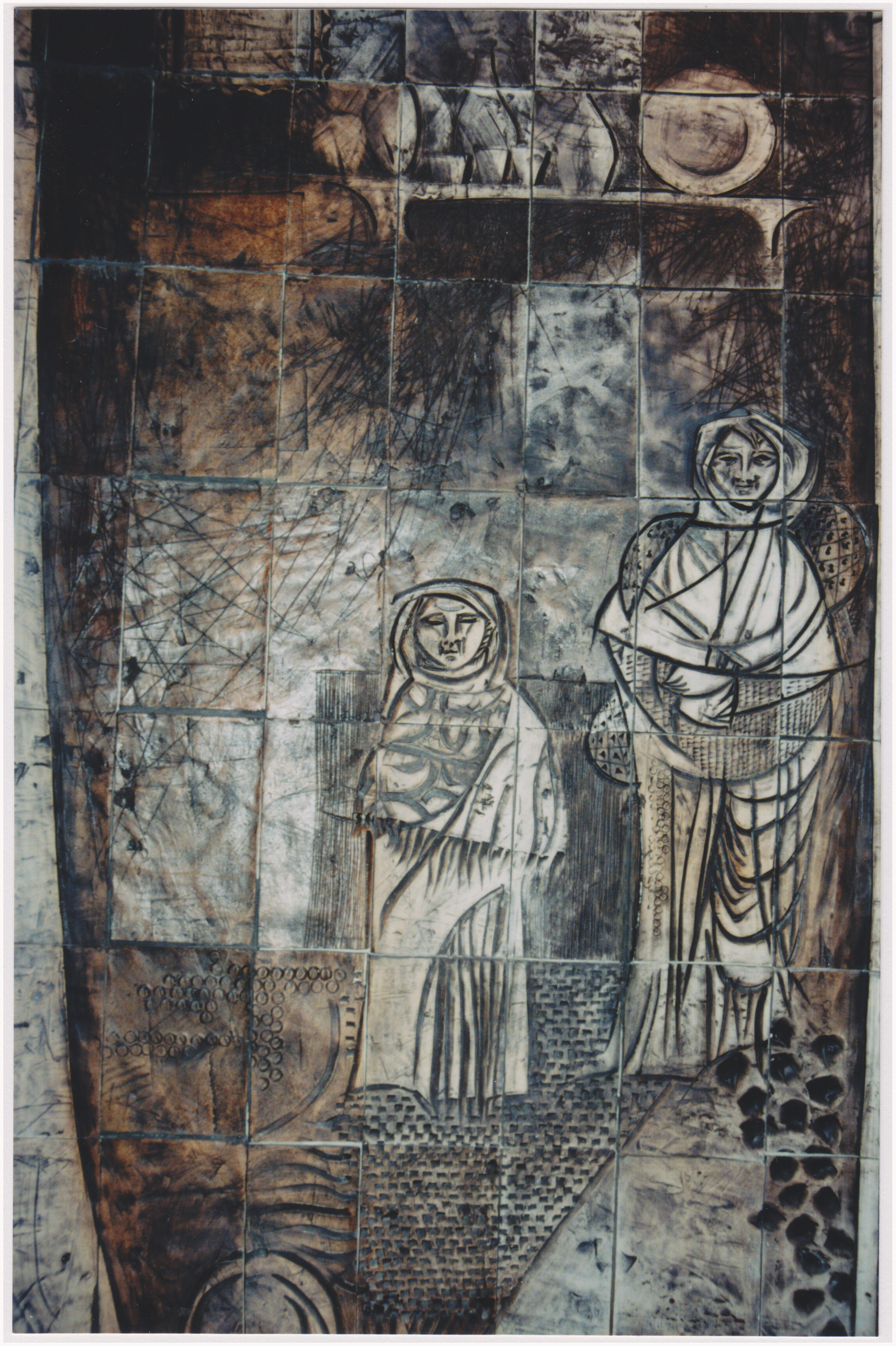
Los Indígena : raquetas de nieve en las espaldas, dos mujeres caminan por un sendero, como en una cabaña, vemos utensilios de cocina y un espejo